# Durancie (manželka Oty III. Dětleba)
Durancie († 13. prosinec po r. 1160) byla ruská šlechtična, manželka olomouckého údělníka Oty III. Dětleba.
Po smrti Oty II. Černého v roce 1126 odjel jeho syn Ota III. do Ruska. Tam se také pravděpodobně oženil s Durancií. Na její ruský původ odkazují ostatně i jména jejich dětí: Vladimír a Eufemie. Rodiči Durancie byli zřejmě kníže Mstislav I. Kyjevský a jeho druhá žena neznámého jména z Novgorodu.
Ze svazku Oty III. Dětleba s Durancií se narodilo nejméně šest dětí:
- Svatava (zm. před r. 1160)
- Vladimír (nar. 1145, zm. před r. 1200)
- Břetislav (zm. před r. 1201)
- Eufemie (zm. po r. 1160)
- Hedvika (zm. po r. 1160)
- Marie (zm. po r. 1160)
- Ludmila?

Jejich potomkem byla zřejmě i Ludmila, manželka Měška I. Pletonohého, jejíž dcera dostala rovněž jméno odkazující k ruským předkům, Eufemie. 
V roce 2018 byli v kostele sv. Štěpána při komplexu kláštera Hradisko v Olomouci nalezeny mnohokrát přesunuté ostatky Durancie a jejího manžela Oty III. Mimo ně se v sakristii našli ostatky jejich dcery Marie a syna (není známo zda se jedná o syna Břetislava či Vladimíra). Další ostatky patřili Otovu dědovi Otu I. a jeho ženě Eufemii, kteří daný klášter zakládali.